# Віялохвістка папуанська
Віялохвістка папуанська (Rhipidura brachyrhyncha) — вид горобцеподібних птахів родини віялохвісткових (Rhipiduridae).

## Поширення
Ендемік Нової Гвінеї. Природним середовищем існування є субтропічні або тропічні вологі гірські ліси.

## Підвиди
- R. b. brachyrhyncha Schlegel 1871 — північний захід Нової Гвінеї.
- R. b. devisi North 1898 — центральна та східна Нова Гвінея.